# Berkenthin (Amt)
Berkenthin é uma associação municipal da Alemanha do estado de Schleswig-Holstein, distrito de Lauenburg.

## Municípios associados
(população)
1. Behlendorf (394)
2. Berkenthin (2076, sede)
3. Bliestorf (695)
4. Düchelsdorf (153)
5. Göldenitz (231)
6. Kastorf (1203)
7. Klempau (623)
8. Krummesse (1512)
9. Niendorf bei Berkenthin (185)
10. Rondeshagen (854)
11. Sierksrade (307)